# Azuré du trèfle
Cupido argiades
Espèce
L’Azuré du trèfle (Cupido argiades) est une espèce paléarctique de lépidoptères (papillons) de la famille des Lycaenidae et de la sous-famille des Polyommatinae.

## Dénominations
Cupido argiades a été nommé par Peter Simon Pallas en 1771.
Synonymes :Everes argiades (Pallas, 1771), Papilio argiades (Pallas, 1771), Papilio amyntas (Denis et Schiffermüller, 1775).

### Noms vernaculaires
L’Azuré  du trèfle se nomme en anglais Short-tailed Blue ou Tailed Cupid, en allemand Kurzschwänzige Bläuling et en espagnol Naranjitas Rabicorta.

### Sous-espèces

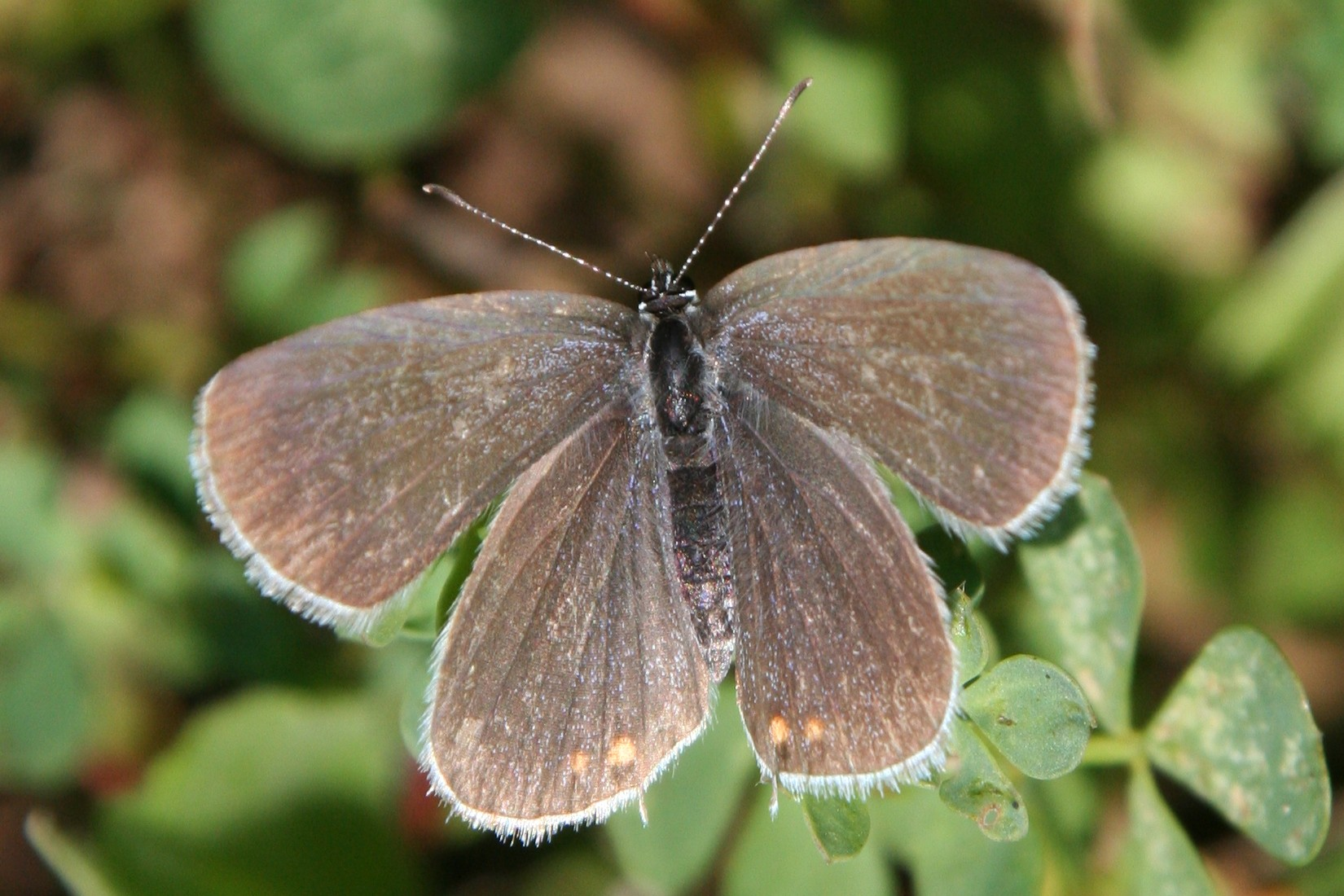
Dessus d'une femelle.

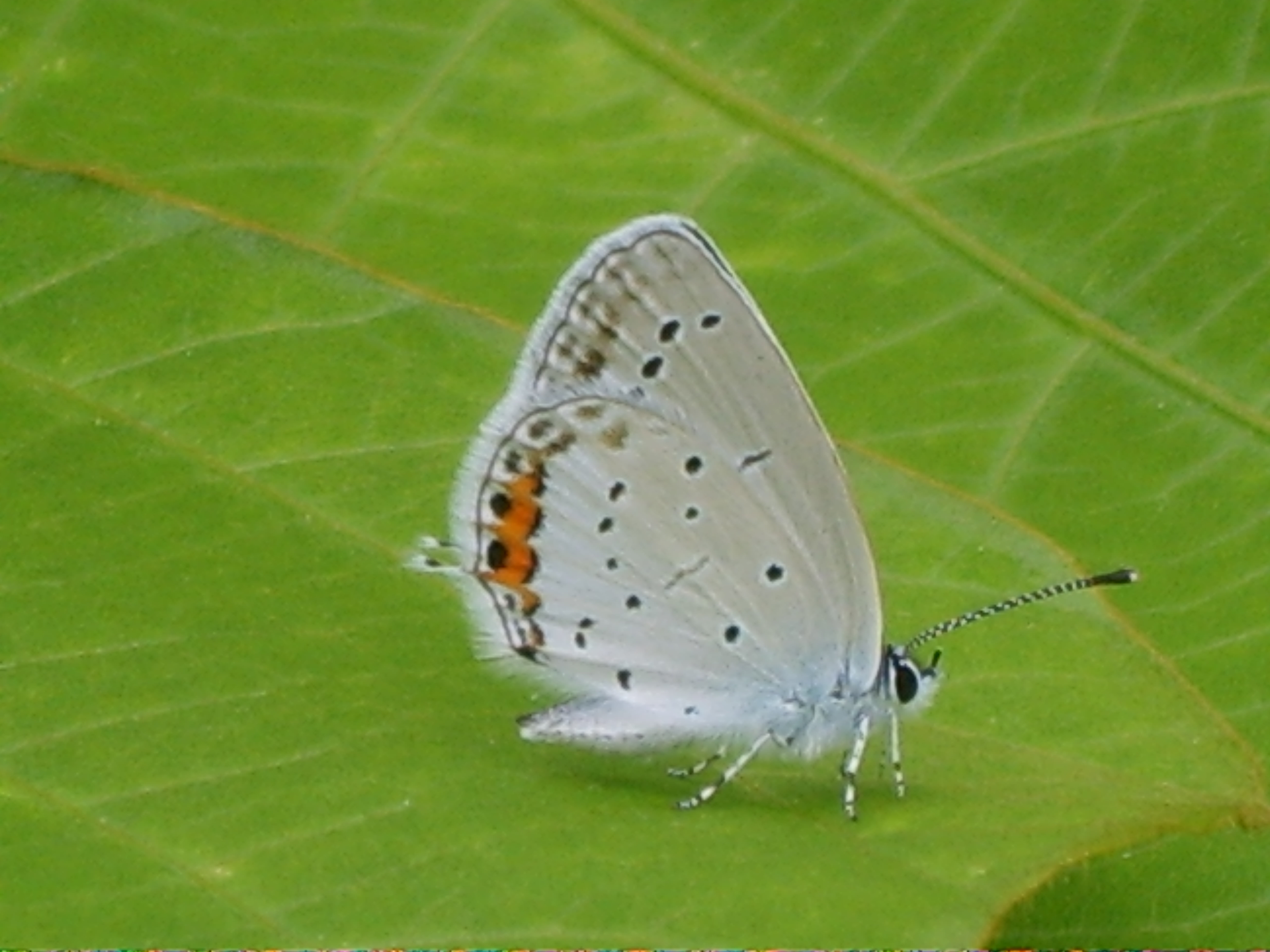
Revers.

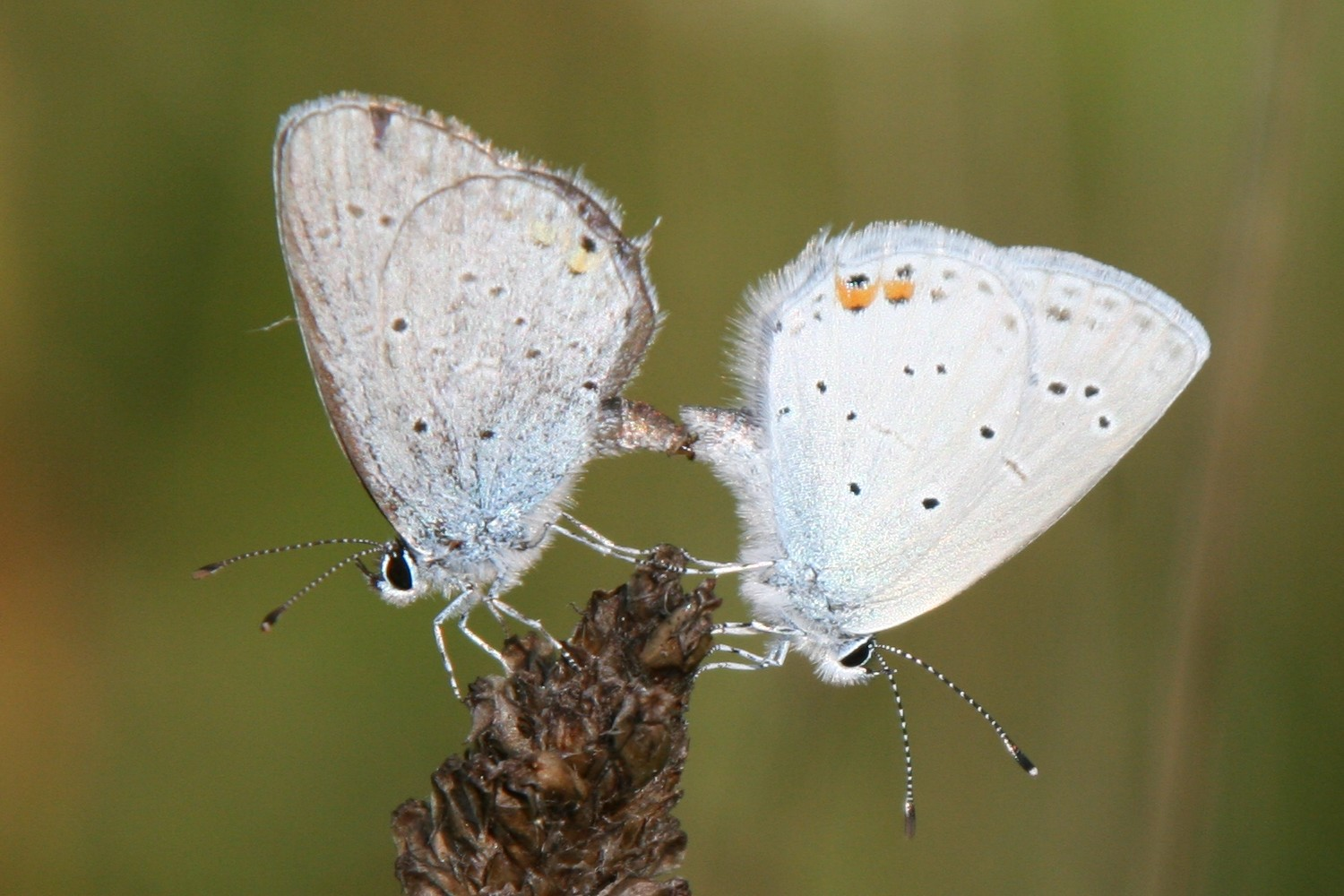
Accouplement.

- Cupido argiades argiades présent dans le centre et le sud de l'Europe et le sud de la Sibérie.
- Cupido argiades chayuensis (Huang, 2001)
- Cupido argiades diporides (Chapman, 1909) le Chapman's Cupid au Laos, Vietnam, dans le nord de la Birmanie et de la Thaïlande et le sud de la Chine.
- Cupido argiades hellotia (Ménétriés, 1857) au Japon, en Corée et dans le nord-est de la Chine.
- Cupido argiades merisina (Lorkovic, 1943)
- Cupido argiades nujiangensis (Huang, 2001) dans le sud-est du Tibet.
- Cupido argiades seidakkadaya (Myiashita et Uemura, 1976) présent à Taïwan.
- Cupido argiades seitzi (Wnukowsky, 1928)
- Cupido argiades tibetanus (Lorkovic, 1943)[1]

## Description
C'est un petit papillon qui présente un dimorphisme sexuel, le dessus du mâle est bleu foncé presque violet bordé d'une frange blanche, celui de la femelle est marron, avec la même frange blanche, les deux ont une queue en n2.
Le revers est gris pâle un peu suffusé de bleu et orné de lignes de petits points noirs cernés de blanc et à l'aile postérieure deux taches marginales orange.

### Chenille
La chenille, petite et trapue, possède une tête rétractile noire et un corps vert clair avec une bande dorsale foncée et des stries obliques. Celles qui hivernent deviennent d'une couleur marron clair rosâtre à dessins marron foncé rougeâtre.

## Biologie

### Période de vol et hivernation
Il vole en deux générations, d'avril à juin puis en juillet août.

### Plantes hôtes
Ses plantes hôtes sont nombreuses en particulier Trifolium pratense, Astragalus glycyphyllos, Lotus corniculatus et Lotus uliginosus, Medicago lupulina et Medicago sativa .

## Écologie et distribution
Il est signalé en Europe en Espagne, en France, en Allemagne,et jusqu'en Lituanie, en Turquie, et toute l'Asie centrale (sauf hautes montagnes) jusqu'au Japon.
Il est migrateur en Belgique, Hollande, nord de la France et de l'Allemagne, Estonie et sud de la Suède et de la Finlande, rarement en Angleterre,.
En Suisse il est résident à Genève et migrateur sur une grande partie du pays.
En France métropolitaine il serait présent dans presque tous les départements sauf la Lozère, Hérault et en Corse. En Basse-Normandie, Haute-Normandie, Picardie, Nord-Pas-de-Calais il est migrateur.

### Biotope
Son habitat est constitué des prairies humides mésophiles, marais, landes à bruyère et champs de trèfle jusqu'à une altitude de 800 m (exceptionnellement 1 600 m). La régression des cultures de trèfles et des prairies maigres a eu des conséquences sur sa répartition géographique en France et au Benelux.

### Protection
Pas de statut de protection particulier, toutefois il est localisé et rarement abondant.
Il est noté vulnérable en Alsace  et en Allemagne.